# Walter Brandi
Walter Brandi, nome d'arte di Walter Bigari (Pergola, 28 gennaio 1928 – Roma, 28 maggio 1996), è stato un attore e produttore cinematografico italiano.

## Biografia
Dopo aver debuttato sullo schermo agli inizi degli anni cinquanta e partecipato ad alcune pellicole come attore di secondo piano, dal 1960 diventò protagonista di film del genere horror dando vita a diversi personaggi vampireschi, tanto da essere soprannominato il Dracula italiano.
Diretto da Piero Regnoli, interpretò la parte del conte Gabor Kernassy nel film L'ultima preda del vampiro (1960).
Nel 1962 fu Wolfgang in La strage dei vampiri di Roberto Mauri, mentre nel 1965 accanto a Mickey Hargitay interpretò Rick nel film Il boia scarlatto di Massimo Pupillo.
Terminata la carriera di attore, rimase nel cinema come sceneggiatore e produttore in diverse pellicole fino al 1987.
Morì a Roma nel 1996 a 68 anni.

## Filmografia

### Attore

Walter Brandi nel film 5 tombe per un medium (1965)

- Messalina, regia di Carmine Gallone (1951) - non accreditato
- Cose da pazzi, regia di Georg Wilhelm Pabst (1954)
- Ulisse, regia di Mario Camerini (1954)
- Serenata al vento, regia di Luigi Latini De Marchi (1956)
- Retaggio di sangue, regia di Max Calandri (1956)
- Il sole tornerà, regia di Ferdinando Merighi (1957)
- Due selvaggi a corte, regia di Ferdinando Baldi (1959)
- I mafiosi, regia di Roberto Mauri (1959)
- L'amante del vampiro, regia di Renato Polselli (1960)
- L'ultima preda del vampiro, regia di Piero Regnoli (1960)
- La grande vallata, regia di Angelo Dorigo (1961)
- La strage dei vampiri, regia di Roberto Mauri (1962)
- Il segno del vendicatore, regia di Roberto Mauri (1962)
- Lo sparviero dei Caraibi, regia di Piero Regnoli (1962)
- Le due leggi, regia di Edoardo Mulargia (1962)
- Il pirata del diavolo, regia di Roberto Mauri (1963)
- Zorikan lo sterminatore, regia di Roberto Mauri (1964)
- Il mostro dell'opera, regia di Renato Polselli (1964)
- I tre centurioni, regia di Roberto Mauri (1964)
- 5 tombe per un medium, regia di Massimo Pupillo (1965)
- Il boia scarlatto, regia di Massimo Pupillo (1965)
- Kommissar X - Drei goldene Schlangen, regia di Roberto Mauri (1969)
- Casa privata per le SS, regia di Bruno Mattei (1977)

### Produttore
- Zorikan lo sterminatore, regia di Roberto Mauri (1964)
- A... come assassino, regia di Ray Morrison (1966)
- Un colpo da re, regia di Angelo Dorigo (1966)
- Domani non siamo più qui, regia di Brunello Rondi (1967)
- Eva la Venere selvaggia, regia di Roberto Mauri (1968)
- Formula 1 - Nell'inferno del Grand Prix, regia di Guido Malatesta (1970)
- Wanted Sabata, regia di Roberto Mauri (1970)
- Arriva Durango... paga o muori, regia di Roberto Bianchi Montero (1971)
- Eroi all'inferno, regia di Joe D'Amato (1973)
- Un ponte per l'inferno, regia di Umberto Lenzi (1986)
- Tempi di guerra, regia di Umberto Lenzi (1987)
- Aenigma, regia di Lucio Fulci (1987)
- Mercenari dell'apocalisse, regia di Leandro Lucchetti (1987)
- Fuoco incrociato, regia di Alfonso Brescia (1988)
- Miami Cops, regia di Alfonso Brescia (1989)
- La vendetta, regia di Leandro Lucchetti (1989)
- Jiboa - Il sentiero dei diamanti, regia di Mario Bianchi (1989)
- Games of Desire, regia di Pasquale Fanetti (1991)
- La strana voglia, regia di Pasquale Fanetti (1991)

## Doppiatori italiani
- Pino Locchi ne L'amante del vampiro, Il boia scarlatto
- Nino Dal Fabbro ne Il pirata del diavolo
- Cesare Barbetti in 5 tombe per un medium